# Alba Sabina
Alba Sabina Pérez (Santa Cruz de Tenerife, 1984) es una poetisa, traductora y guionista española ganadora del Premio de Poesía Pedro García Cabrera en 2018 por su obra Zonas de incertidumbre.

## Trayectoria
Desde pequeña, Sabina mostró inquietud por la escritura y contó con un entorno familiar que la estimuló y apoyó en su andadura creativa. Se licenció en Comunicación Audiovisual por la Universidad Complutense de Madrid (UCM). A su trayectoria como escritora, se suman sus trabajos  de traducción de textos literarios de autores como F. Scott Fitzgerald, H. G. Wells o Katherine Mansfield, entre otros, y como traductora audiovisual de documentales internacionales, películas o series.
En 2015, Sabina publicó su primer libro de poemas que lleva por título Ya nadie lee a Pentti Saaritsa. En 2018, participó como autora en el I Festival Internacional de Escritores Hispanoamericanos de La Palma, organizado por la Cátedra Vargas Llosa.

## Reconocimientos
Como guionista, en 2008, Sabina fue la ganadora del certamen de Jóvenes realizadores del Festival Internacional de Cine de Gijón, con el cortometraje 20 Euros.
En 2018, la Fundación CajaCanarias le concedió el Premio de Poesía Pedro García Cabrera por su libro Zonas de incertidumbre. El jurado del certamen estuvo formado por Cecilia Domínguez Luis y Jorge Rodríguez Padrón que destacaron el talento de Sabina para la representación figurativa en sus poemas.

## Obra
- 2008 – Algo que contar. MR Ediciones.
- 2013 – ¿Quién cuidará de mis guardianes?. Ediciones Idea. ISBN 9788415872672.
- 2014 – Silence. Neys Books.
- 2015 – Ya nadie lee a Pentti Saaritsa. Ediciones La Palma. ISBN 9788495037947.
- 2019 – Personne. Ediciones La Palma. ISBN 9788494934834.
- 2019 – El año rojo. Mapfre Guanarteme. ISBN 9788415654971.
- 2020 – Zona de incertidumbre. Editorial Pre-textos. ISBN 9788417830922.